# Ana Enríquez de Cabrera y Mendoza
Ana Enríquez de Cabrera y Mendoza (Alcalá de Henares, ca. 1561-Madrid, 5 de març de 1607) va ser una aristòcrata castellana, que pel seu matrimoni va ser comtessa consort de Prades. Filla de Luis Enríquez de Cabrera, III duc de Medina de Rioseco i Almirall de Castella i de la seva esposa Ana de Mendoza. Va casar-se al Palau dels Ducs del Infantado l'any 1578 amb Lluís Ramon Folc d'Aragó-Cardona-Córdoba i Fernández de Córdoba, comte de Prades i hereu als estats dels ducs de Sogorb i de Cardona, i marquesos de Comares, amb qui va tenir cinc fills. No obstant això, Ana va quedar vídua del seu marit l'any 1596 i el qual va morir abans que els seus pares, sense arribar mai a rebre l'herència familiar. Ella li va sobreviure onze anys, la comtessa va morir el 5 de març de 1607 a Madrid, i el seu cos va ser depositat inicialment a la Capella Major de l'Església dels Carmelites Descalços, on va ser depositat també el seu fill Diego, i després seria traslladada al Reial Monestir de Santa Maria de Poblet, al costat del seu marit. La successió dels títols va recaure finalment al seu fill Enric.

## Descendència
Els fills del matrimoni amb Enric van ser els següents:
- Juana (ca. 1586-?)
- Ana (1587-?)
- Enric (1588-1640)
- Diego (1590-1610)
- Luis (1591-1627)